# Polisportiva Comunale Almennese Atalanta Femminile
La Polisportiva Comunale Almennese Atalanta Femminile Associazione Sportiva Dilettantistica, nota anche come P.C.A. Atalanta Femminile, è stata una società calcistica femminile con sede nella città di Almenno San Salvatore (BG), affiliata alla FIGC.

## Storia
La società nacque nel 1998 grazie al lavoro della famiglia Zonca che costituisce la Polisportiva Almennese (calcio femminile), con l'appoggio della Polisportiva Comunale Almennese (P.C.A.).
Nella sua prima stagione, vinse il Torneo di Sorisole, il Torneo Piazza della Libertà di Bergamo, il Torneo di Selvino e il Torneo di Isola Corbetta, mentre, nel settore giovanile, vinse il Torneo di Lecco. Concluse il campionato di Serie D al primo posto e salì in Serie C.
Per due stagioni consecutive ottenne il secondo posto, centrando il primo posto nella stagione 2001-2002 e la relativa promozione in Serie B, centrando un record notevole nel campionato di Serie C, totalizzando 90 punti in trenta partite.
Questo record viene ritoccato con la stagione successiva, quando la prima squadra allunga a 47 vittorie di fila la striscia positiva nelle partite ufficiali di campionato. In questa stessa stagione la società cambiò la sua denominazione in Associazione Calcio Femminile Orobica. Prima anche in Serie B 2002-2003, fu promossa nell'appena creata Serie A2 e cambiò ancora la sua denominazione.
Nella stagione 2004-2005 ottiene la promozione alla Serie A, la massima divisione nazionale, durante la stagione si mette in mostra la giovanissima Penelope Riboldi (49 gol in tre anni).
Nella stagione 2005-2006 la squadra non centra la salvezza, tuttavia ottiene il ripescaggio nella massima serie.
Nell'estate 2008, anno di rivoluzione della rosa, avviene l'avvicendamento in panchina, lascia Zonca, per Gionchilie, ma i risultati non ci sono nonostante un buon precampionato con le partite di coppa Italia a dicembre la squadra era in piena zona retrocessione, portando al cambio in panchina con il ritorno di Zonca che riusciva a fine stagione a salvare la squadra dalla retrocessione.
Dopo tre stagioni in crescendo nella stagione 2009-2010, termina con la retrocessione, viziata da un giallo nello scontro diretto col Brescia. L'Atalanta vince la partita ma perde a tavolino per ricorso del Brescia, sul quale le altre società di serie A si dicono contrarie. L'Atalanta nell'occasione schiera il portiere squalificato la giornata precedente, ma nel frattempo aveva recuperato una partita sospesa, non schierando secondo regolamento il portiere(che quindi aveva scontato la squalifica). L'Atalanta retrocederà per 6 punti proprio quelli legati alla partita in questione. Il ricorso alla corte federale avrebbe portato ad un eccessivo esborso economico, pertanto la società non impugna pur avendo pienamente ragione, infatti l'anno successivo la Divisione Calcio femminile apporterà delle variazioni onde evitare casi analoghi.
Nel 2010-2011 la squadra in parte ridimensionata con molte ragazze del vivaio riparte dalla A2, dopo un buon inizio lottando per le posizioni di testa la squadra perde progressivamente posizioni arrivando solo quarta, purtroppo i problemi economici si riflettono sul campo.
L'anno 2011-2012 parte senza le tre big, ed è il primo anno senza la capitana Scarpellini e con un cambio in panchina, promossa dalla primavera l'ex nazionale e pluriscudettata Samantha Ceroni. Ciononostante la squadra giovanile fa un'ottima stagione restando sempre nella parte alta della classifica.
Al termine della stagione 2011-2012 ha comunicato alla Divisione Calcio Femminile la cessazione dell'attività, con il conseguente svincolo di tutte le sue atlete.

## Palmarès
- Campionato italiano di Serie A2: 1

2004-2005
- Campionato italiano di Serie B: 1

2002-2003
- Campionato italiano Serie C Lombardia femminile: 1

2001-2002
- Campionato italiano Serie D Lombardia femminile: 1

1998-1999
- Campionato Primavera (calcio femminile): 2

2007-2008, 2008-2009